# Luciano Balbi
Luciano Damián Balbi (Rosario, Provincia de Santa Fe, Argentina; 12 de abril de 1989) es un futbolista argentino. Juega como lateral por izquierda y su primer equipo fue Lanús. Actualmente milita en Excursionistas de la Primera B.

## Clubes
- Actualizado al 1 de junio de 2025

| Club                        | Div.                | Temporada           | Liga | Liga | Copa Nacional | Copa Nacional | Copa Internacional | Copa Internacional | Total | Total |
| Club                        | Div.                | Temporada           | PJ   | G    | PJ            | G             | PJ                 | G                  | PJ    | G     |
| --------------------------- | ------------------- | ------------------- | ---- | ---- | ------------- | ------------- | ------------------ | ------------------ | ----- | ----- |
| Lanús Argentina             |                     |                     |      |      |               |               |                    |                    |       |       |
| 1.ª                         | 2009/10             | 1                   | 0    | -    | -             | -             | -                  | 1                  | 0     |       |
| 1.ª                         | 2010/11             | 25                  | 0    | -    | -             | -             | -                  | 25                 | 0     |       |
| 1.ª                         | 2011/12             | 25                  | 0    | 0    | 0             | 8             | 0                  | 33                 | 0     |       |
| 1.ª                         | 2012/13             | 5                   | 0    | 2    | 0             | -             | -                  | 7                  | 0     |       |
| 1.ª                         | 2013/14             | 4                   | 0    | 0    | 0             | 0             | 0                  | 4                  | 0     |       |
| Total                       | Total               | 60                  | 0    | 2    | 0             | 8             | 0                  | 70                 | 0     |       |
| Liga de Quito · Ecuador     |                     |                     |      |      |               |               |                    |                    |       |       |
| 1.ª                         | 2014                | 10                  | 0    | -    | -             | -             | -                  | 10                 | 0     |       |
| Total                       | Total               | 10                  | 0    | -    | -             | -             | -                  | 10                 | 0     |       |
| Huracán Argentina           |                     |                     |      |      |               |               |                    |                    |       |       |
| 1.ª                         | 2015                | 17                  | 0    | 1    | 0             | 15            | 0                  | 33                 | 0     |       |
| 1.ª                         | 2016                | 14                  | 0    | 0    | 0             | 9             | 0                  | 23                 | 0     |       |
| Total                       | Total               | 31                  | 0    | 1    | 0             | 24            | 0                  | 56                 | 0     |       |
| Valladolid · España         |                     |                     |      |      |               |               |                    |                    |       |       |
| 2.ª                         | 2016/17             | 40                  | 0    | 1    | 0             | -             | -                  | 41                 | 0     |       |
| Total                       | Total               | 40                  | 0    | 1    | 0             | -             | -                  | 41                 | 0     |       |
| Unión Argentina             |                     |                     |      |      |               |               |                    |                    |       |       |
| 1.ª                         | 2017/18             | 9                   | 0    | 1    | 0             | -             | -                  | 10                 | 0     |       |
| Total                       | Total               | 9                   | 0    | 1    | 0             | -             | -                  | 10                 | 0     |       |
| Extremadura · España        |                     |                     |      |      |               |               |                    |                    |       |       |
| 2.ª                         | 2018/19             | 2                   | 0    | 1    | 0             | -             | -                  | 3                  | 0     |       |
| Total                       | Total               | 2                   | 0    | 1    | 0             | -             | -                  | 3                  | 0     |       |
| Inter Turku · Finlandia     |                     |                     |      |      |               |               |                    |                    |       |       |
| 1.ª                         | 2019                | 11                  | 0    | 2    | 0             | 2             | 0                  | 15                 | 0     |       |
| Total                       | Total               | 11                  | 0    | 2    | 0             | 2             | 0                  | 15                 | 0     |       |
| Panetolikos · Grecia        |                     |                     |      |      |               |               |                    |                    |       |       |
| 1.ª                         | 2019/20             | 5                   | 0    | 0    | 0             | -             | -                  | 5                  | 0     |       |
| Total                       | Total               | 5                   | 0    | 0    | 0             | -             | -                  | 5                  | 0     |       |
| Temperley Argentina         |                     |                     |      |      |               |               |                    |                    |       |       |
| 2.ª                         | 2020                | 7                   | 0    | 0    | 0             | -             | -                  | 7                  | 0     |       |
| Total                       | Total               | 7                   | 0    | 0    | 0             | -             | -                  | 7                  | 0     |       |
| Ferro Argentina             |                     |                     |      |      |               |               |                    |                    |       |       |
| 2.ª                         | 2021                | 5                   | 0    | -    | -             | -             | -                  | 5                  | 0     |       |
| Total                       | Total               | 5                   | 0    | -    | -             | -             | -                  | 5                  | 0     |       |
| Brown (A) Argentina         |                     |                     |      |      |               |               |                    |                    |       |       |
| 2.ª                         | 2022                | 26                  | 1    | 0    | 0             | -             | -                  | 26                 | 1     |       |
| Total                       | Total               | 26                  | 1    | 0    | 0             | -             | -                  | 26                 | 1     |       |
| Crucero del Norte Argentina |                     |                     |      |      |               |               |                    |                    |       |       |
| 3.ª                         | 2024                | 20                  | 0    | -    | -             | -             | -                  | 20                 | 0     |       |
| Total                       | Total               | 20                  | 0    | -    | -             | -             | -                  | 20                 | 0     |       |
| Excursionistas Argentina    |                     |                     |      |      |               |               |                    |                    |       |       |
| 3.ª                         | 2025                | 5                   | 0    | 0    | 0             | -             | -                  | 5                  | 0     |       |
| Total                       | Total               | 5                   | 0    | 0    | 0             | -             | -                  | 5                  | 0     |       |
| Total en su carrera         | Total en su carrera | Total en su carrera | 231  | 1    | 8             | 0             | 34                 | 0                  | 273   | 1     |

## Palmarés

### Campeonatos nacionales
| Título              | Club    | País      | Año  |
| ------------------- | ------- | --------- | ---- |
| Supercopa Argentina | Huracán | Argentina | 2015 |

### Copas internacionales
| Título            | Club  | País      | Año  |
| ----------------- | ----- | --------- | ---- |
| Copa Sudamericana | Lanús | Argentina | 2013 |